# トラ・ゾウ保護基金
特定非営利活動法人トラ・ゾウ保護基金（とくていひえいりかつどうほうじんトラ ゾウほごききん、JTEF）は、東京都港区に事務所を置く認定特定非営利活動法人である。絶滅の危機にある野生のトラ、ゾウ、イリオモテヤマネコをシンボルに生物多様性の保全を目指す活動を行っている。

## 沿革
- 1997年　任意団体トラ保護基金設立
- 2000年　任意団体ゾウ保護基金設立
- 2001年　特定非営利活動法人野生生物保全論研究会（JWCS）のプロジェクトとなる
- 2009年　JWCSから独立し、特定非営利活動法人トラ・ゾウ保護基金設立。イリオモテヤマネコの保護活動が加わる
- 2011年　認定NPO法人となる

## 事業内容
- 中央インドにおけるトラ保全プロジェクト…マハラシュトラ州ビダルバ地域のトラの生息地確保・密猟防止
- 北東インドにおけるトラ調査プロジェクト…トラとその獲物の生息状況等調査
- 南インドにおけるトラ調査プロジェクト…トラとその獲物の生息状況等調査
- 北東インドにおけるアジアゾウ保全プロジェクト…北東インドのアソム州カルビ・アングロン自治区内におけるゾウの生息地確保・密猟防止
- アフリカゾウ密猟防止プロジェクト…ケニアの国立公園等におけるアフリカゾウ密猟防止、国際的な象牙の違法取引取締強化
- イリオモテヤマネコ生息地保全調査プロジェクト…イリオモテヤマネコの生息地保全
- やまねこパトロール・プロジェクト…イリオモテヤマネコの交通事故の防止
- 生息地外における脅威排除（普及啓発）活動
- チャリティー・イベントの開催
- 会報発行

## メディア掲載
- 2009/11/15　琉球新報「イリオモテヤマネコ救え！NPOが保護基金」
- 2009/11/21　東京新聞夕刊「日中向け象牙輸出解禁提案
- 2009/11/28　朝日新聞夕刊「ぴーぷる　トラとゾウの保護訴え」
- 2009/12/27　日刊スポーツ「岡田監督来季もトラ救う」
- 2010/1/10　東京新聞「この人　戸川久美さん」
- 2009-10/12-1　ScienceWindow「威厳ある孤高の勇者　ベンガルトラ」
- 2009/12/18　天王寺動物園情報誌　Together「次の寅年に野生のトラがいなくなる？」
- 2010/1/1　琉球新報「父が発見娘が守る　イリオモテヤマネコ」
- 2010/1/1　しんぶん赤旗「トラを守る“森の道”」
- 2010/1/2　東京FM Suntory Saturday Waiting Bar「寅年によせて」
- 2010/1/29　週刊朝日「次の寅年までにトラが消える!?」
- 2010/2/2　ジャパン・エフエム・ネットワーク「THE VOICE」
- 2010　spring　どうぶつと動物園「絶滅の危機にあるトラの現状報告」
- 2010/4/1　日経サイエンス「象牙の密輸をDNAで追え」
- 2010/5/20　共同通信「トラやゾウ、絶滅させない　NPO法人がキャンペーン」
- 2010/5/1　エココロ「今年の動物　トラが危ない？」
- 2010/7/1　グローバルネット「絶滅の危機に瀕する世界のトラを守るには」
- 2010/7/23　J-WAVE JK Radio Tokyo United「Come Together」
- 2010/9/26　読売新聞「ワシントン条約違反9250点」
- 2010/10/1　RikaTan　理科の探検リカタン「生物多様性とトラとゾウを守ること」
- 2011/1/25　八重山日報「ヤマネコと共存を」
- 2011/1/25　琉球新報「ヤマネコと人間共存向け報告書」
- 2011/1/25　沖縄タイムス「ヤマネコと共存ヒトが配慮して」
- 2011/1/25　八重山毎日新聞「ヤマネコと人の共存を」
- 2011/7/22　八重山日報「事故ゼロへパトロール開始」
- 2011/7/22　八重山毎日新聞「夜間パト実施へ　やまねこの輪禍多発で」
- 2011/10/23　八重山毎日新聞「期間中に3頭を確認　ヤマネコ保護夜間パトロール」